# Polatlı (district)
Polatlı is een stad en een district in de provincie Ankara. Het district heeft een oppervlakte van 3465,8 km² en telde eind 2025 zo'n 130.515 inwoners.

## Plaatsen
Het district Polatlı bestaat uit de stad Polatlı en de onderstaande dorpen.
| Adatoprakpınar • Avdanlı • Avşar • Babayakup • Beşköprü • Beyceğiz • Beylikköprü • Çanakçı • Çekirdeksiz • Çimenceğiz • Eskikarsak • Eskiköseler • Eskipolatlı • Gedikli • Gençali • Gülpınar • Gümüşyaka • Gündoğan • Güreş • Hacımusa • Hacımuslu • Hacıosmanoğlu • Hacıtuğrul • Hıdırşeyh • Ilıca • İğciler • İnler • Kabakköy • Karaahmet • Karabenli • Karacaahmet • Karahamzalı • Karailyas • Karakaya • Karakuyu • Karapınar • Karayavşan • Kargalı • Kayabaşı • Kıranharmanı • Kızılcakışla • Kocahacılı • Kuşçu • Macun • Müslüm • Oğuzlar • Olukpınar • Ömerler • Ördekgölü • Özyurt • Poyraz • Sabanca • Sakarya • Sarıhalil • Sarıoba • Sazlar • Sinanlı (Polatlı) • Sincik • Sivri • Şabanözü • Şeyhahmetli • Şeyhali • Taşpınar • Tatlıkuyu • Toydemir • Tüfekçioğlu • Türkkarsak • Türktaciri • Uzunbeyli • Üçpınar • Yağcıoğlu • Yağmurbaba • Yaralı • Yassıhüyük • Yenice • Yenidoğan • Yeniköseler • Yenimehmetli • Yeşilöz • Yıldızlı • Yüzükbaşı |

## Bevolking
De bevolkingsontwikkeling van het district is weergegeven in onderstaande tabel. In 2019 was 22,5% van de bevolking jonger dan 15 jaar (28.176 personen), 68% was tussen de 15 en 64 jaar (85.054 personen) en 7,5% was 65 jaar of ouder (11.845 personen).
| Jaar | Totaal  | Stedelijk | Ruraal |
| ---- | ------- | --------- | ------ |
| 1965 | 63.895  | 22.558    | 41.337 |
| 1970 | 74.366  | 32.326    | 42.040 |
| 1975 | 75.332  | 35.267    | 40.065 |
| 1980 | 86.865  | 43.530    | 43.335 |
| 1985 | 95.401  | 52.737    | 42.664 |
| 1990 | 99.965  | 60.158    | 39.807 |
| 2000 | 116.400 | 79.992    | 36.408 |
| 2010 | 117.473 | 98.605    | 18.868 |
| 2025 | 130.515 | -         | -      |

Naar schatting wonen er in het district dertigduizend etnische Koerden. De meeste van hen zijn lokale Koerden uit nabijgelegen dorpen, maar er wonen ook relatief veel Koerdische inwoners uit de naburige districten Haymana en Yunak. Daarnaast wonen er relatief veel inwoners met een Tataarse achtergrond.